# シンプソン湾

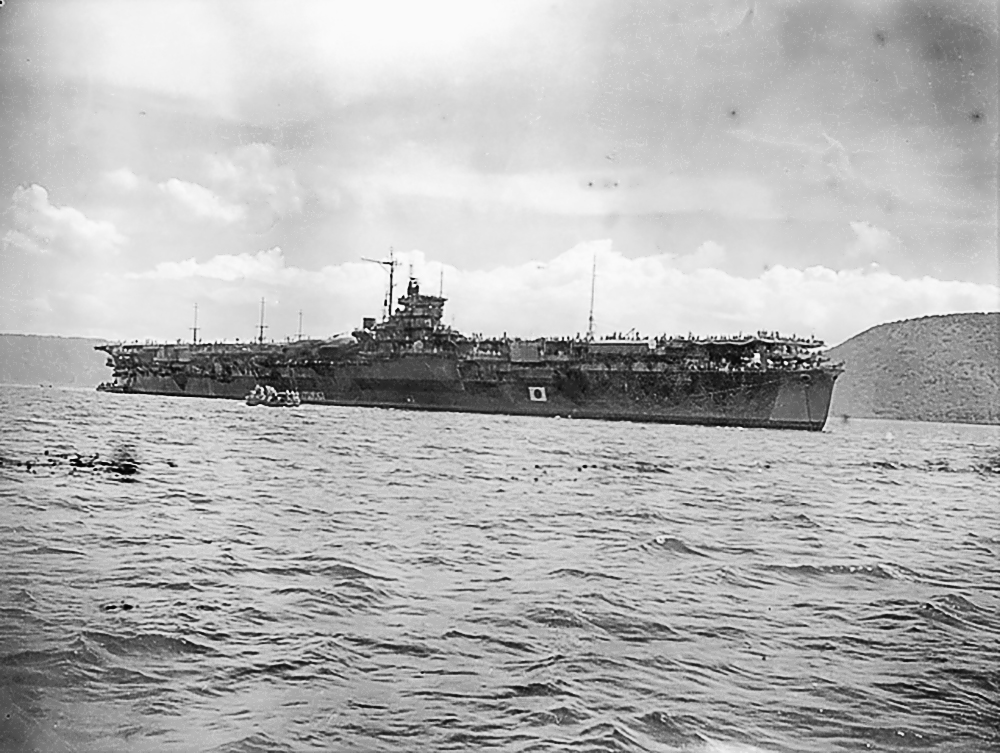
シンプソン湾に停泊する、戦後の復員船として使用されていた空母葛城。

シンプソン湾（シンプソンわん、Simpson Harbour）は、ニューブリテン島の北端にあるガゼル半島のブランチェ湾内に位置する泊地に適した小湾。名称は、1872年にイギリス海軍のブランチェの艦長としてこの湾一帯を測量調査したコートランド・シンプソン (Cortland Simpson) 海軍大佐にちなんで名付けられたものである。かつては、ラバウルの首府が海岸部に置かれていた。
この小湾は、ラバウル・カルデラという巨大なカルデラが沈水したものである。このため、付近には多数の火山が存在している。

## 歴史
第二次世界大戦中、オーストラリア海陸軍遠征部隊は、シンプソン湾に侵攻し、ラバウルを奪取した。
第二次世界大戦中、大日本帝国はこの湾を重要な海軍の拠点としていた。連合国側の空襲によって、およそ65隻の艦船が湾内に沈められた。
ニューギニア島、ニューブリテン島、ソロモン諸島方面における日本軍の降伏は、1945年9月6日に、イギリス海軍の空母グローリーの艦上で調印された。日本軍を代表したのは、第8方面軍司令官の今村均陸軍大将と、南東方面艦隊司令官の草鹿任一海軍中将であった。

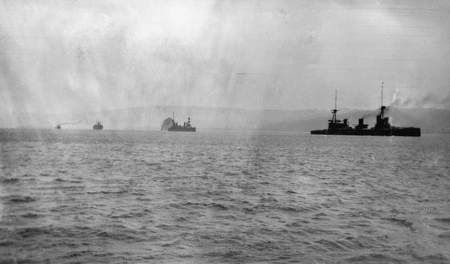
シンプソン湾に進入するオーストラリア艦隊、1914年9月。
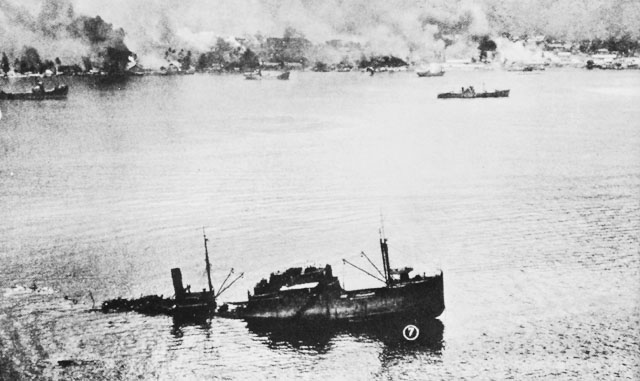
ラバウルのシンプソン湾に沈められた日本の輸送船、1943年。
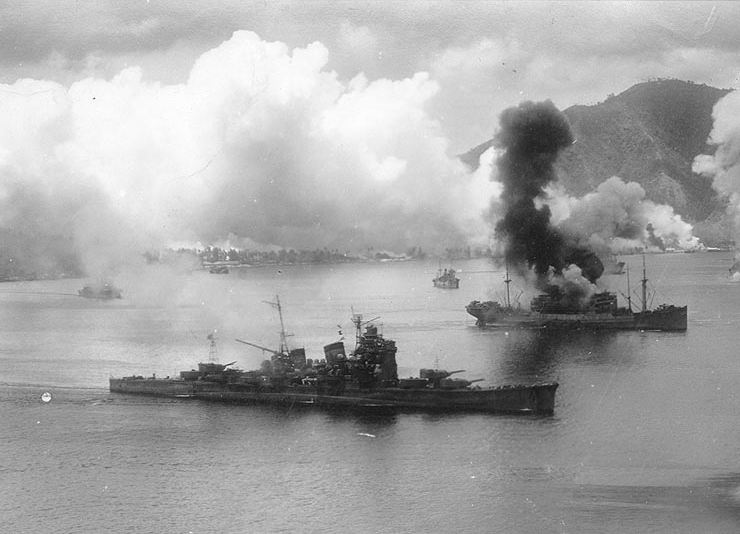
日本の艦船を攻撃するアメリカ陸軍航空軍、1943年11月2日。
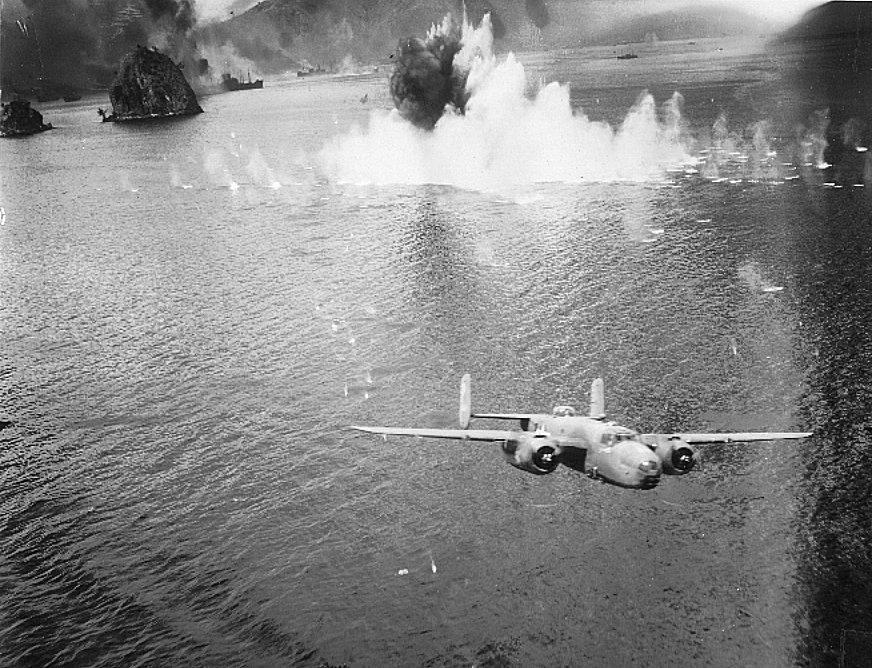
1943年11月2日、シンプソン湾を攻撃する第90爆撃編隊。